# Villa Ljosalfaheim
Die Villa Ljosalfaheim liegt in der Gemarkung Radebeul der sächsischen Stadt Radebeul, in der Zinzendorfstraße 15. Der 1915 bestehende Häusername bezieht sich auf das auch Ljossalfheim geschriebene Heim der Lichtelfen der Snorra-Edda bzw. den Ort Álfheimr der nordischen Mythologie, das Zahngeschenk an Gott Freyr.

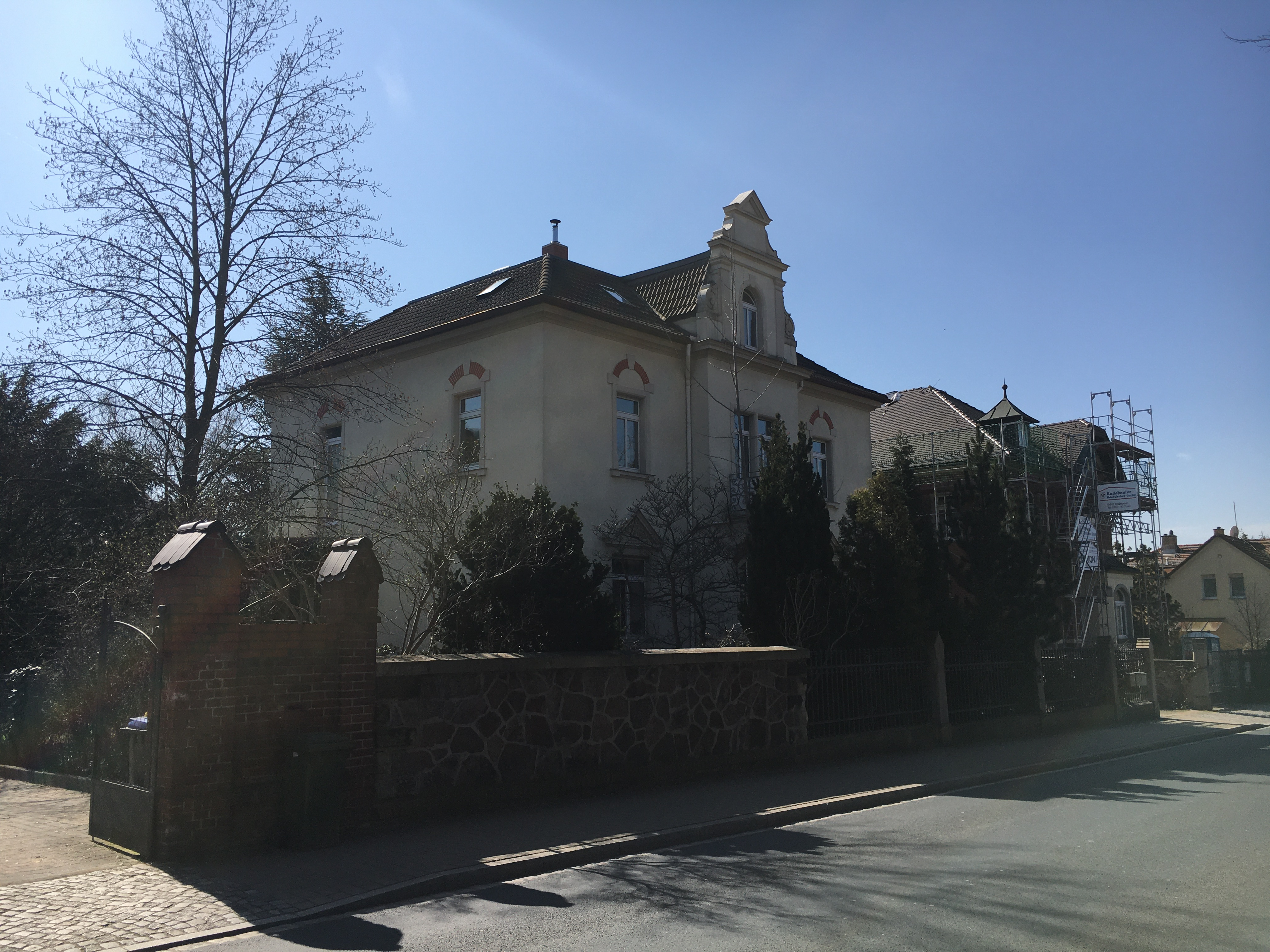
Villa Ljosalfaheim, re. Nr. 13

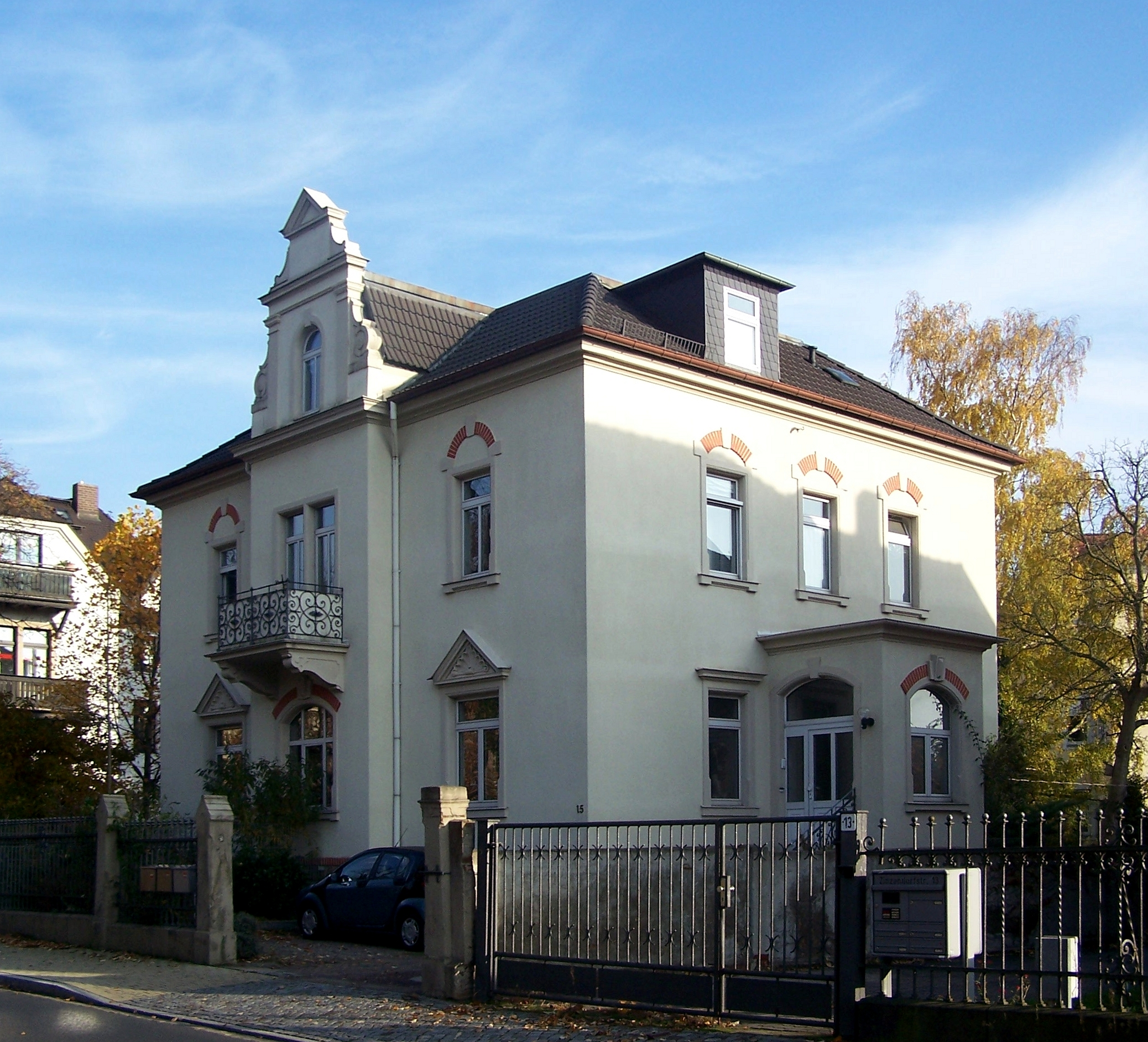
Villa Ljosalfaheim

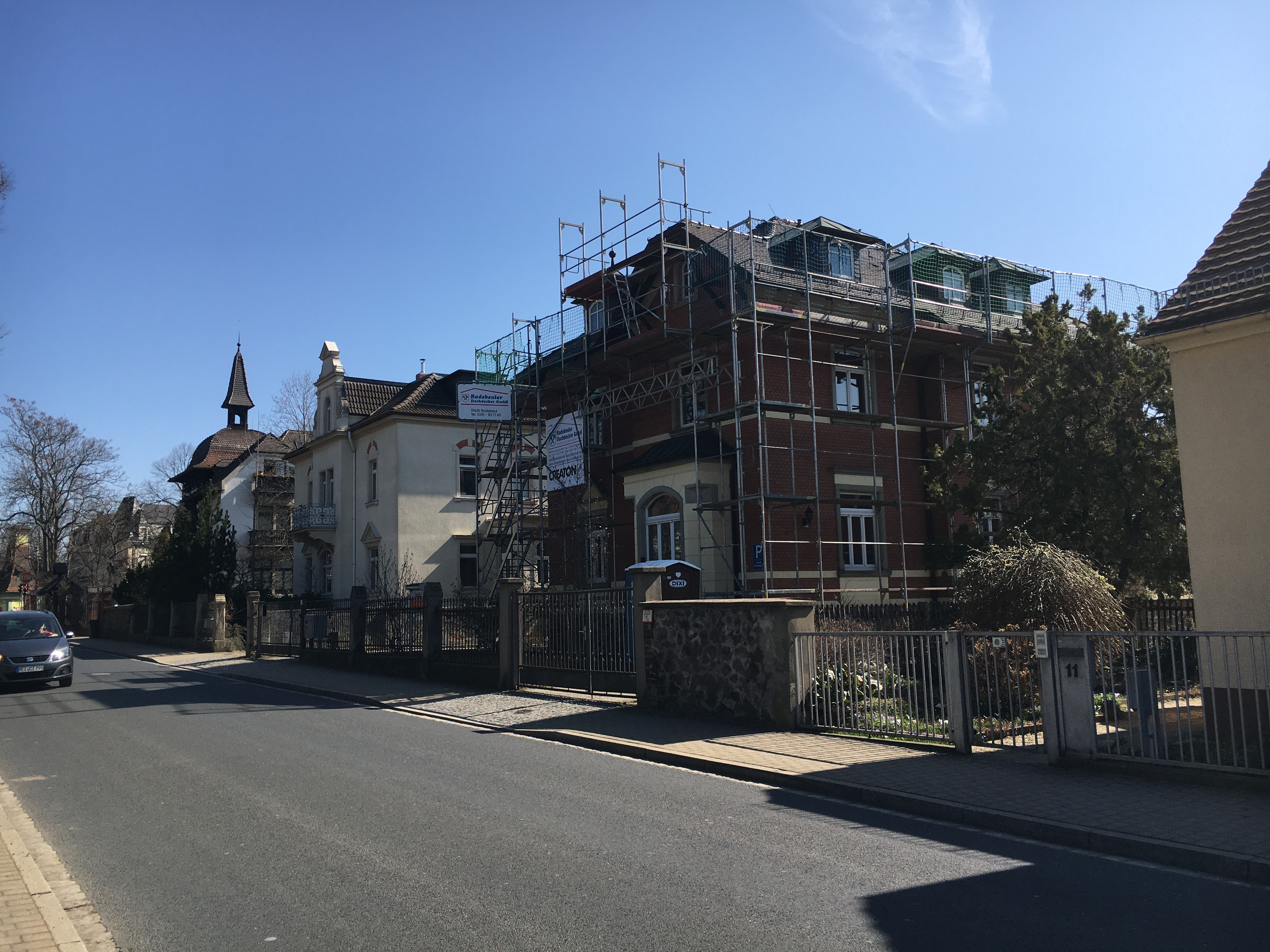
Das Ljosalfaheim zwischen den Kulturdenkmalen Zinzendorfstraße 13 (re.) und der Villa Große. Ganz links hinter dem Auto steht der Trafoturm Meißner Straße.

## Beschreibung
Die zusammen mit ihrer Einfriedung unter Denkmalschutz stehende Villa, auch als Mietvilla bezeichnet, ist ein zweigeschossiges freistehendes Wohnhaus. Das drei mal drei Fensterachsen große Gebäude mit symmetrisch ausgebildeten Fassaden hat einen nicht ganz quadratischen Grundriss; die etwas längere Front bildet die Straßenansicht. In dieser steht ein Mittelrisalit mit einem Volutengiebel vor dem Dach. Im Obergeschoss des Risalits findet sich ein Balkon, gestützt durch massive Konsolen.
Das auf einem Bruchsteinsockel stehende Haus hat glattverputzte Fassaden. Die Fenster werden von profilierten Sandsteingewänden eingerahmt, die unten Sohlbänke bilden. Oben befinden sich teilweise horizontale oder Dreiecksgiebelverdachungen mit Stuckverzierung, teilweise werden die Fenster auch durch rotziegelige Überfangbögen mit Sandstein-Schlussstein verziert.
Die Einfriedung besteht aus schmiedeeisernen Lanzettzaunfeldern zwischen verputzten Pfeilern, die von giebelständigen Sattelbedachungen aus Ziegeln bedeckt werden.

## Geschichte
Die Mietvilla wurde nach der Baugenehmigung im Juli 1898 durch den Baumeister Gustav Röder errichtet. Bauunternehmer war der Gemeindevorstand Franz Rothe, der hauptberuflich einen Kohlen- und einen Baumaterialienhandel betrieb und daneben eine eigene Spedition hatte. Rothe hatte sich 1883/84 bereits die benachbarte Villa Zinzendorfstraße 8 errichten lassen, zur Jahrhundertwende ließ er neben der Nr. 15 auch das Nachbargrundstück Nr. 13 mit einer Mietvilla bebauen. Im Jahr 1915 waren die Nrn. 8 und 15 verkauft, die Nr. 13 gehörte der Witwe Sidonie Rothe.